# ناکامورا هانجیرو
ناکامورا هانجیرو، کیرینو توشی‌آکی (به ژاپنی: 桐野利秋 Kirino Toshiaki)؛ زاده ۱ دسامبر ۱۸۳۸ درگذشته ۲۴ سپتامبر ۱۸۷۷) یک فرد نظامی بود.